# Manama (região)
Região de Manama (em árabe: المنامة; romaniz.: Al Manamah) era uma das 12 regiões do Reino do Barém. Segundo censo de 2001, tinha 153 395 residentes. Compreendia 27 quilômetros quadrados.